# Albánská občanská válka
Albánská občanská válka nebo Nepokoje v Albánii roku 1997 je označení protestů a všeobecného chaosu, které zavládly roku 1997 v Albánii poté, co zkrachovaly podvodné investiční společnosti založené na tzv. pyramidových schématech. Přestože před nimi Mezinárodní měnový fond prezidenta Sali Berišu varoval, ten pyramidové investiční firmy vytrvale obhajoval a vyzýval Albánce k investicím do nich. Jeho výzvy uposlechly asi dvě třetiny populace. Mnozí prodali i své domy a dobytek, aby získali prostředky pro investice. Pyramidové hry tvořily roku 1996 plných 43% hrubého domácího produktu Albánie. Hroutit se začaly na konci roku 1996. Bylo spočítáno, že albánští občané tehdy přišli celkem o 1,2 miliardy dolarů. Mnoho ožebračených investorů se připojilo k původně pokojným protestům proti vládě a žádali své peníze zpět. V únoru 1997 propuklo nepřehledné násilí, když vládní síly (policie a republikánská garda) nejprve střílely do demonstrantů, načež v březnu z pouličních bojů prchly a nechaly své zbrojnice otevřené. Ty byly okamžitě vyrabovány protestujícími, různými spontánně vzniklými milicemi a také zločineckými gangy. Ukradeno bylo asi 500 000 zbraní. Následný chaos a rozvrat stál život dva tisíce lidí. 1. března rezignoval premiér Aleksandër Meksi, 2. března vyhlásil prezident Beriša výjimečný stav a 11. března byl vůdce opoziční Socialistické strany Albánie Baškim Fino jmenován premiérem. Nepokoje to ale nezastavilo a vládě se nepodařilo obnovit kontrolu nad zemí. Zejména jižní Albánii ovládly zločinecké gangy. To přimělo OSN 15. dubna 1997 zahájit tzv. operaci Alba, v rámci níž do Albánie vstoupily mírové síly OSN vedené Itálií. Byly tvořeny 7000 vojáky. Záminkou byla ochrana cizinců, kteří se neúspěšně snažili uprchnout ze země, hlavním cílem byla ale obnova základního řádu, především znovuvyzbrojení albánské policie. Cílem bylo rovněž zabránit vzniku migrační vlny a nepokojů ve zbytku Balkánu. Síly OSN získaly kontrolu nad zemí zhruba do července 1997. Dopady na okolní země ale událost do jisté míry mít mohla: část zbraní vyrabovaných během nepokojů se údajně dostala do rukou Kosovské osvobozenecké armády, což mohlo podpořit její separatistickou aktivitu v sousedním Kosovu stále ještě ovládaném Srbskem.